# 유민채
곽은진은 대한민국의 배우이다.

## 학력
- 계원예술고등학교 무용과
- 한국예술종합학교 연기과

## 출연작

### 영화
- 《서울대작전》 (2022년) - 대관령 아스팔트 역
- 《플라이》 (2016년, 단편) - 현주 역
- 《밀정》 (2016년) - 법정속기사 역
- 《아가씨》 (2016년) - 끝단이 역
- 《대배우》 (2016년) - 수빈 역
- 《탐정: 더 비기닝》 (2015년) - 바리스타 역

### 드라마
- 《돌아와요 아저씨》 (2016년, SBS) - 상희 역
- 《허쉬》 (2020년, JTBC) - 윤소희 역

### 공연
- 《앨리스, 학교가야지》 (2014년, 프린지페스티벌)